# СітіКуб Берлін
СітіКуб Берлін — виставковий зал компанії Messe Berlin. Будівля розташована на розі вулиць Яффештрасе та Месседамм у берлінському районі Вестенд, у безпосередній близькості від південного входу до виставкового центру Мессе Берлін. Площа виставкового центру складає приблизно 12 тисяч м². СітіКуб Берлін частково замінює закритий на капітальний ремонт Міжнародний конгрес-центр. Тут проходять такі виставки, як Берлінська міжнародна радіовиставка, Fruit Logistica, InnoTrans, ITB, Green Week.

## Історія
Закладання першого каменя відбулося в липні 2012 року, відкриття планувалося на березень 2014 року, але відбулося з запізненням 5 серпня 2014 року.

## Виставкові площі
Будівля складається з двох рівнів, по 6015 м² на кожному. Зал на верхньому рівні висотою до дванадцяти метрів вміщує 5000 осіб і може використовуватися для великих засідань, виставок, концертів або бенкетів. На нижньому рівні, переміщуючи рухомі перегородки, можна створювати до восьми конференц-зал, кожна на 400-3000 осіб, або створювати виставковий простір. Також є вісім додаткових конференц-зал з рухомими перегородками на 50-300 осіб кожна, а також 47 інших менших кімнат. 

## Транспорт
Поруч з виставковим центром розташовані станція міської електрички Messe Süd і автобусна лінія 349.